# ステロポドン科
ステロポドン科（ラテン語: Steropodontidae）は、白亜紀前期に生息した哺乳類の科。化石はオーストラリアから発見されている。歯の構造の違いなどで2つの属が存在したことが分かっている。

## 下位分類
†は絶滅
- †ステロポドン属（Steropodon）
- †テイロノフォス属（Teinolophos）